# Суперкубок Англії з футболу 1955
Суперкубок Англії з футболу 1955 — 33-й розіграш турніру. Матч відбувся 14 вересня 1955 року між чемпіоном Англії «Челсі» та володарем кубка країни «Ньюкасл Юнайтед».
| Володар Суперкубка Англії 1955 |
| ------------------------------ |
|                                |
| «Челсі» Перший титул           |

## Учасники
| Клуб              | Участей | Роки (жирним виділено перемоги) |
| ----------------- | ------- | ------------------------------- |
| «Челсі»           | дебют   | дебют                           |
| «Ньюкасл Юнайтед» | 4       | 1909, 1932, 1951, 1952          |

## Матч

### Деталі
| 14 вересня 1955 |

| «Челсі»                           | 3–0      | «Ньюкасл Юнайтед» |
| --------------------------------- | -------- | ----------------- |
| Макмайкл .' (аг) Бентлі Бланстоун | Протокол |                   |

| Стемфорд Бридж, Лондон Глядачів: 12 802 |

| В                |  | Білл Робертсон  |
| З                |  | Пітер Сіллетт   |
| З                |  | Стен Віллемс    |
| ПЗ               |  | Кен Армстронг   |
| ПЗ               |  | Стен Вікс       |
| ПЗ               |  | Дерек Саундерс  |
| Н                |  | Ерік Парсонс    |
| Н                |  | Пітер Бребрук   |
| Н                |  | Рой Бентлі (к)  |
| Н                |  | Лес Стабс       |
| Н                |  | Френк Бланстоун |
| Головний тренер: |  |                 |
| Тед Дрейк        |  |                 |

| В                |  | Джон Томпсон      |
| З                |  | Джордж Лакенбі    |
| З                |  | Альф Макмайкл     |
| ПЗ               |  | Джиммі Скулар (к) |
| ПЗ               |  | Френк Бреннан     |
| ПЗ               |  | Томмі Кейсі       |
| Н                |  | Лен Вайт          |
| Н                |  | Рег Дейвіс        |
| Н                |  | Джекі Мілберн     |
| Н                |  | Джордж Ханнах     |
| Н                |  | Білл Пантон       |
| Головний тренер: |  |                   |
| Дуг Лівінгстон   |  |                   |